# 안젤리카 브릿지

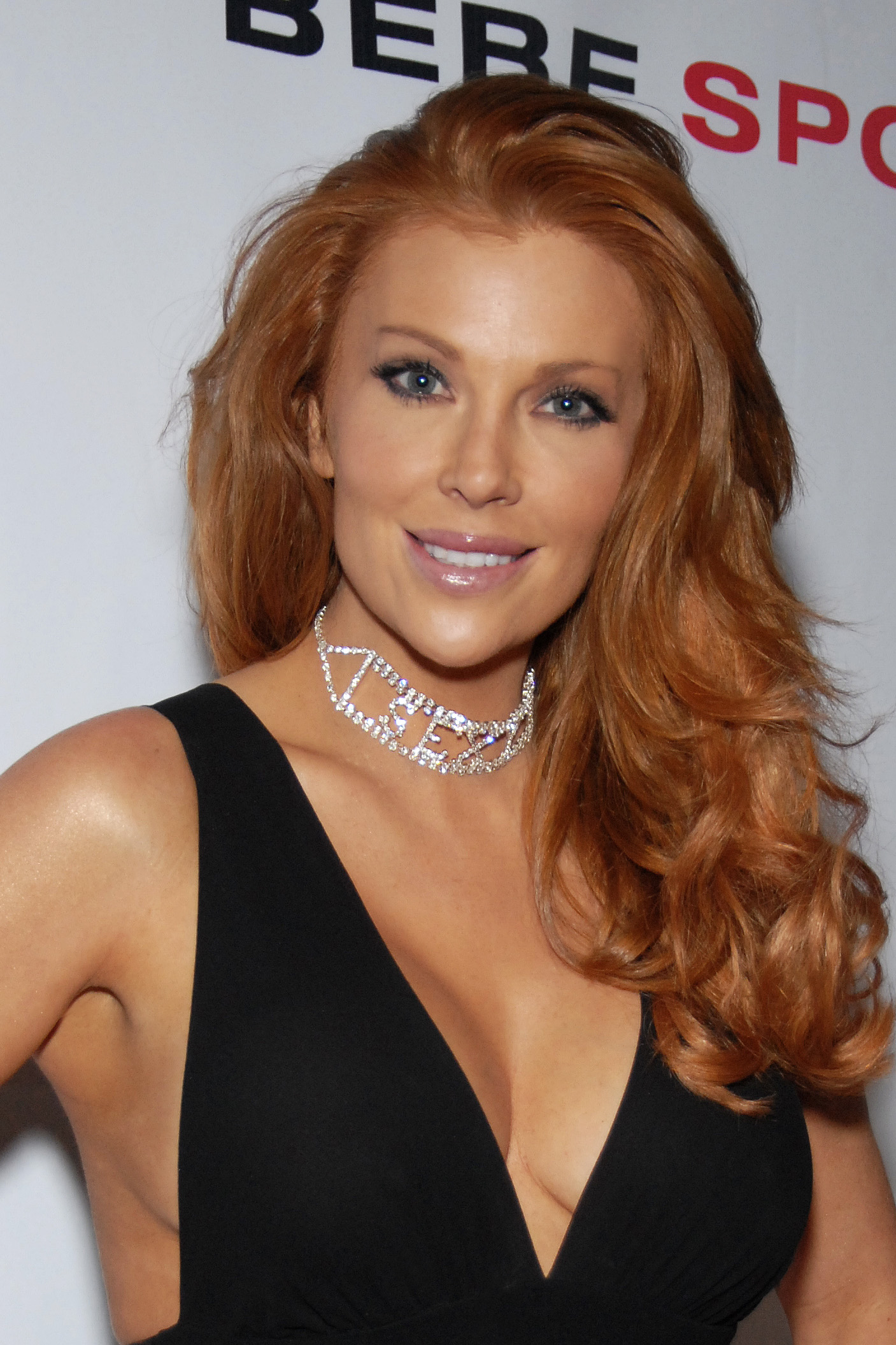

안젤리카 브릿지(Angelica Bridges, 1973년 11월 20일 ~ )는 미국의 배우, 모델, 텔레비전 배우, 영화배우이다.

## 영화
- 리스트 라이크리 캔디데이트 (2004년)
- 베이워치 (2003년)
- 더 먼스 오브 어거스트 (2002년) - 에밀리 역
- 베가스, 시티 오브 드림스 (2001년)
- 캘리포니아 플레이 걸 (1995년)
- SOS 해상 구조대 (1989년)
- 비앤비 (1987년)
- 우리 생애 나날들 (1965년)